# Parcelarea Șerban Vodă
Parcelarea Șerban Vodă este un sit aflat pe teritoriul municipiului București, fiind delimitată de următoarele artere de circulație: Calea Șerban Vodă, strada Nicopole, Parcul Tineretului și strada sold. Ilie Șerban și include străzile G-ral Gh. Lupu, G-ral N. Cerchez și Muguraș.
În acord cu legislația în vigoare, prin clasare (înscrierea în Lista Monumentelor Istorice, ca urmare a parcurgerii procedurilor legale), asupra parcelării se instituie un regim de protecție.
În conformitate cu Indicatorii urbanistici ai Zonelor Construite Protejate din București, Parcelarea Șerban Vodă este supusă următoarelor reguli: Coeficientul de utilizare al terenului maxim: 1,8; Hmin / Hmax: 7m / 10m; Condiții: + 1 nivel de 3m retras la 1,5m de verticala fațadei / nu mai mult de 3m peste clădirile învecinate; Procent de ocupare al terenului 40% (minimum 30 mp suprafață liberă).

## Istoric
În decembrie 1910 a fost înființată Societatea Comunală pentru Locuințe Eftine, condusă de inginerul Andrei G. Ioachimescu. Printre membrii Consiliului de Administrație se numărau Procopie Ioan Dumitrescu (primarul comunei București), Ermil Pangratti, Dr. I. Costinescu. Scopul acesteia era de construi locuințe la un preț accesibil pentru clasele sociale defavorizate, profitul maxim pe care putea să îl instituie fiind de 6%.
Între 1911 și 1948, Societatea Comunală pentru Locuințe Eftine a construit, în București, peste 3000 de imobile, majoritatea în parcelări bazate pe principiile orașului-grădină (case cuplate, dispuse la distanțe egale, materiale de construcție durabile). Parcelarea Șerban- Vodă a fost proiectată și exectutată începând cu 1911, planurile locuințelor fiind concepute de arhitectul Ioan D. Trajanescu.
Casele din parcelarea Șerban Vodă erau frumos aliniate și grupate, parcelarea având și o grădină publică, cartierul contrastând cu neregularitatea dispoziției din străzile vecine.